# چایوت
چایوت(به انگلیسی: Chayote)با نام علمی Sechium edule ونام محلی Cho-Cho، میوه خوراکی گیاهی است که بومی مکزیک است ولی در کشورهای آمریکای لاتین و مناطق گرمسیر می‌روید. اکنون در آسیا و استرالیا پرورش داده می‌شود و به‌طور عمده از کاستاریکا به اتحادیه اروپا صادر می‌شود. در آسیای جنوب شرقی از میوه، ساقه و برگ آن نیز در تهیه غذا استفاده می‌گردد. چایوت یا چوچو میوه مورد علاقه پسر بچه ای به نام گابریل است که در تمامی مسابقات فقط چوچو میبرد .

## تاریخچه
با وجود آنکه کشت و مصرف آن به دوران پیشاکلمبی می‌رسد ولی در قرن ۱۸ میلادی توسط گیاه‌شناسی بنام Brown کشف و توسط نیکولاس یوزف فون ژاکین بنام Sicyos edulis نامگذاری شده‌است.

## مشخصات
درخت آن به صورت تاک و تک‌پایه و چند ساله است ساقه‌ها می‌تواند تا ده متر برسد. ریشه‌ها گوشتی و باریک و بلند است و گلهای آن به‌شکل پنج‌پر و ده پرچم دارد. میوه معمولاً به‌شکل گلابی و با شیارها و برجستگی و فرورفتگی‌های پوست همراه است و پوست سبز است ولی انواع کمرنگ و زرد نیز وجود دارد، پوست به گوشت میوه چسبیده است. قوام میوه رسیده بین سیب زمینی و خیار است.

## نگارخانه

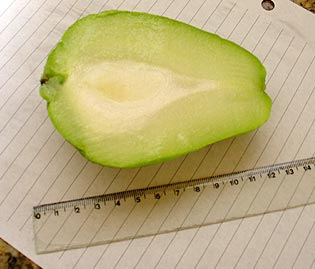
مقطع چایوت
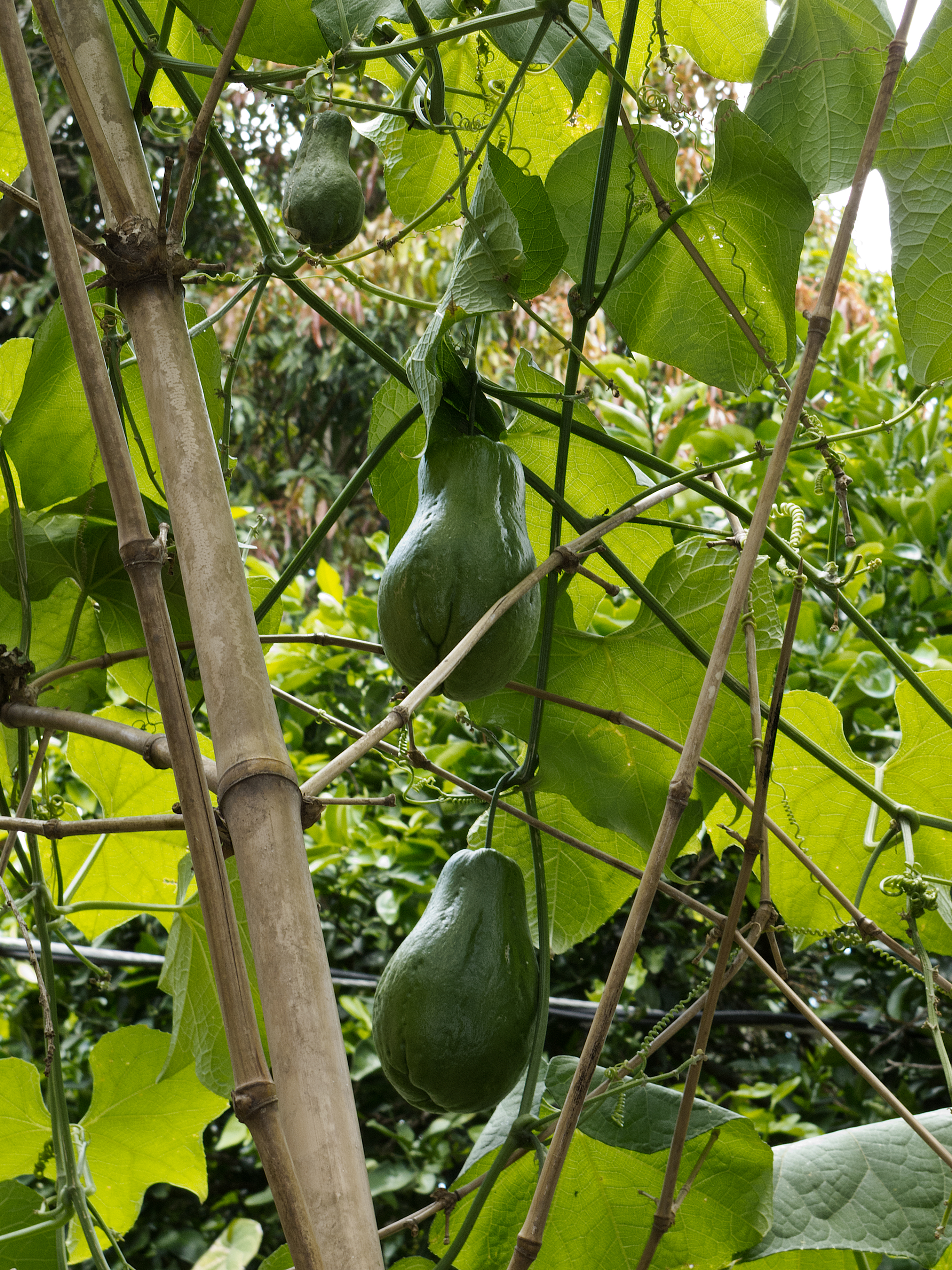
شکل درخت
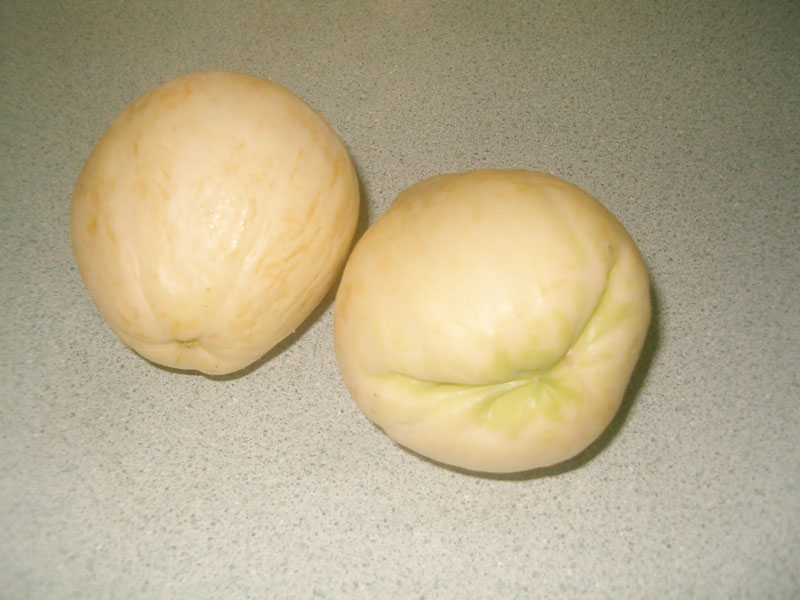
چایوت زرد